# Nitroizi
Nitroizii sunt săruri oxigenate ale acizilor, derivate din elementele coloanei a V-a din sistemul periodic - fosfați, cromați etc.